# Viper (cómic)
Viper es el nombre de cuatro personajes de ficción, supervillanos que aparecen en los cómics estadounidenses publicados por Marvel Comics. El primer Viper, Jordan Stryke, apareció por primera vez en el Capitán América # 157 (enero de 1973), creado por Steve Englehart, Steve Gerber, Sal Buscema y John Verpoorten. Fue asesinado por la segunda Viper que tomó su nombre, pero Stryke luego reapareció vivo sin explicación. Un tercer Viper fue parte del Escuadrón Serpiente de Sin, pero más tarde fue asesinado por el Azote del Inframundo.
Jordan Stryke, originalmente conocido como Jordan Dixon, comenzó su carrera criminal junto a su hermano Leopold, conocido como la Anguila. Los dos trabajaron inicialmente para el Comandante Cowled, pero fueron detenidos por el Capitán América y Falcon. Más tarde, Viper, Anguila y Cobra formaron la primera versión del Escuadrón Serpiente. Mientras está bajo custodia, Jordan Stryke es atacado por Madame Hydra quien mata a Stryke y toma el nombre de "Viper". Años más tarde, Jordan Stryke reaparece vivo sin ninguna explicación de cómo y toma el control de la Sociedad Serpiente. Stryke reorganiza la sociedad en Soluciones Serpiente.

## Historial de publicaciones
El primer Viper conocido (Jordan Stryke, también conocida como Jordan Dixon) fue creada por Steve Englehart, Steve Gerber, Sal Buscema y John Verpoorten y apareció por primera vez en el Capitán América # 157 (enero de 1973).

## Biografía del personaje ficticio

### Jordan Stryke
Jordan Stryke (también conocido como Jordan Dixon) era el hermano de Leopold Stryke, también conocido como el criminal disfrazado Anguila. Cada uno formó identidades disfrazadas sin que el otro se diera cuenta de este hecho. Viper ocultó este hecho al usar el alias de "Dixon" como su apellido cotidiano. Juntos se unieron a la Ola del Crimen del Comandante Cowled, y Viper luchó contra Falcon y el Capitán América. Durante el curso de la pelea, Viper logró envenenar a sus oponentes con dardos y escapó. Más tarde, Falcón descubrió a Viper en su casa después de rastrear su alias (a través de un comentario casual hecho por Viper que indicaba que estaba involucrado en publicidad) y lo capturó. Escapando en una batalla posterior con Hombre Planta y el resto de Crime Wave, la identidad de Viper fue descubierta por su hermano Anguila. Poco después, Crime Wave fue derrotado por el Capitán América y Falcon, y fueron enviados a prisión. 
Más tarde, escapando de la prisión con su hermano y con la ayuda de la Cobra, el trío formó el Escuadrón Serpiente original y atacó al Capitán América en la casa de su novia en Virginia. A pesar de las nuevas armas agregadas a su arsenal, incluido el Venom-Firer y los colmillos protésicos, Viper y sus compañeros fueron devueltos a la cárcel. Mientras que en la custodia, estaba siendo llevado a presentarse ante un gran jurado por U.S. Marshals. La camioneta en la que fue transportado fue atacada por Madame Hydra, y sus guardias fueron asesinados. Creyendo que fue rescatado por su Escuadrón Serpiente, Viper salió corriendo de la camioneta, solo para que Madame Hydra le dijera que quería un nuevo nombre: su nombre. A pesar de ofrecer cambiar su apodo, Viper fue asesinado a tiros, y Madame Hydra asumió el nombre y el liderazgo del Escuadrón Serpiente. Más tarde, el fragmento del alma fue descubierto por Ángel del Infierno y los X-Men en el reino de Mephisto y, con la suerte habitual de Jordan Stryke, incluso esto fue destruido.
Como parte del evento All-New, All-Different Marvel, Viper de alguna manera apareció vivo y ha reunido a los otros villanos con temas de serpientes para unirse a la Sociedad Serpiente bajo su nuevo nombre de Soluciones Serpiente.
Viper aparece en la historia del " Imperio Secreto " de 2017, donde él y el resto de la Serpent Society se encuentran entre los villanos reclutados por el Barón Helmut Zemo para unirse al Ejército del Mal.

### Viper (Escuadrón Serpiente)
Un nuevo Viper apareció junto con un nuevo Escuadrón Serpiente de Sin en las páginas del Capitán América. Su verdadera identidad aún no se ha revelado. Se libera Calavera de la cárcel y más tarde atacó la Casa Blanca, pero fue detenido por el nuevo Capitán América. Después de eso, él y el resto del Escuadrón tomaron parte en un complot para usar bombas locas para causar disturbios en la ciudad de Nueva York. Después de ser capturado, Viper pidió ingresar al Programa de Protección de Testigos a cambio de información. Solo había estado en el programa durante menos de un mes cuando fue atacado por el villano asesino Scourge y asesinado después de recibir dos disparos en la cabeza.

### Viper de Hobgoblin
Mientras recuperaba sus franquicias, Roderick Kingsley vendió el traje de uno de los Vipers a un criminal sin nombre para convertirse en su versión de Viper.

## Poderes y habilidades
Viper no tiene habilidades sobrehumanas, y confía en su mente y en sus habilidades de combate para ganar batallas. Muy inteligente, es un experto debatidor y anunciante, y es lo suficientemente hábil en química para crear su propia forma especial de veneno. Lleva garras con punta de veneno y emplea dardos con punta de veneno.
El tercer Viper poseía una gran fuerza física pero carecía de habilidades de combate cuerpo a cuerpo. En las batallas con las versiones de Steve Rogers y Bucky del Capitán América, fue golpeado fácilmente por una patada en la cabeza. Usó un bláster de muñeca que podía disparar dardos venenosos.

## Otras versiones
Durante la historia de 2017 de Secret Wars, el dominio Battleworld del Imperio Hydra tiene un grupo llamado Vipers que trabajan para Hydra. Son un grupo de mujeres asesinas que usan la versión de los Simbiontes de Hydra en sus cuerpos y están dirigidas por Venom, que tiene el mismo tipo de Simbionte que los Vipers. Los Vipers aparecieron por primera vez con Venom donde atacaron a la Resistencia. Mientras que la mayor parte de la Resistencia murió en la batalla que siguió, Venom logró infectar al Capitán América y a la hija de Sharon Carter, Ellie Rogers, con un Simbionte que lentamente comenzó a convertirla en una Viper.

## En otros medios
- Sandra Hess fue elegida como Viper en la película de televisión de 1998 Nick Fury: Agent of S.H.I.E.L.D. Se dijo en la película que su verdadero nombre es Andrea von Strucker, uno de los hijos del Barón Strucker.
- La actriz rusa Svetlana Khodchenkova fue elegida como la poderosa mutante Viper en The Wolverine.[11][12] Esta versión se presenta como una mutante inmune a todas las toxinas en la Tierra, capaz de eliminar su piel si alguna vez se infecta, además de ser una maestra en la creación de toxinas. Viper también es una científica brillante con el alias de la Dra. Green y ayudó a construir la armadura Samurai de Plata de adamantium para Ichiro Yashida (quién era el padre de Shingen Yashida y el abuelo de Mariko Yashida). Ella ideó un medio para anular el factor curativo de Wolverine usando un micro robot conectado a su corazón hasta que Wolverine lo removió más tarde. Ella es asesinada en la batalla final con Yukio cuando esta le ata un cable alrededor de su cuello y se la lleva al hueco de un ascensor dejándola con el cuello roto por el contrapeso descendente.